# Клапье
Клапье (фр.  Clapier) — гора в Приморских Альпах, расположенная вдоль итало-французской границы.

## Описание
Гора в Приморских Альпах. Высота над уровнем моря — 3045 м. Здесь находятся самые южные ледники Альпийской системы. Весь регион богат озерами, имеющими большое значение для развития гидроэнергетики.